# Pojednání o astrologii éry Kchaj-jüan
Velké tchanské pojednání o astrologii éry Kchaj-jüan, nazývané také Kchaj-jüanské pozorování hvězd (Kchaj-jüan Čan-ťing), je encyklopedie čínské astrologie sestavená Gautamou Siddhou a týmem učenců mezi lety 714 a 724 našeho letopočtu během éry Kchaj-jüan dynastie Tchang.
Kniha je rozdělena do 120 svazků a sestává z asi 600 000 slov. Kchaj-jüan Čan-ťing zahrnuje mnoho fragmentů dalších děl, včetně hvězdných katalogů Ši Šen a Kan Te a přeloženou verzi indického kalendáře Navagraha v kapitole 104. Kniha pravděpodonně využívá Jiši-čanu, který sestavil Li Čchun-feng kolem roku 645. Árjabhatova sinusová tabulka byla do Kchaj-jüan Čan-ťing také přeložena.
Kchaj-jüan Čan-ťing přestal být kopírován v 10. století, ale v roce 1616 získal pozornost učence Čchenga Ming-šana a později v 18. století byl zahrnut do sbírek Kompletní knihovny čtyř pokladnic.